# 마리아 카스트로
마리아 카스트로(María Castro, 1981년 11월 30일 ~ )는 스페인의 배우, 사회자이다.

## 출연 작품
- 더 매직: 리틀톰과 도둑공주 (2014)
- 논스톱: 분노의 질주 (2013)